# Direito natural
Direito natural (da expressão latina ius naturale) ou jusnaturalismo é uma teoria que procura fundamentar o Direito no bom senso, na racionalidade, na equidade, na igualdade, na justiça e no pragmatismo. Ela não se propõe a uma descrição de assuntos humanos por meio de uma teoria; tampouco procura alcançar o patamar de ciência social descritiva. A teoria do direito natural tem, como projeto, avaliar as opções humanas com o propósito de agir de modo razoável e bom. Isso é alcançado através da fundamentação de determinados princípios do direito natural que são considerados bens humanos evidentes em si mesmos.
A teoria do direito natural abrange uma grande parte da filosofia de Tomás de Aquino, Francisco Suárez, Richard Hooker, Thomas Hobbes, Hugo Grócio, Samuel von Pufendorf, John Locke, Jean-Jacques Burlamaqui e Jean-Jacques Rousseau, e exerceu uma influência profunda no movimento do racionalismo jurídico do século XVIII, quando surge a noção dos direitos fundamentais, no conservadorismo, e no desenvolvimento da common law inglesa. Na atualidade, o jurista inglês John Finnis é o maior expoente das escolas de direito natural.
Uma discussão importante a ser considerada é a relação entre o direito natural e o direito positivo. Entretanto, essa discussão gera muitas confusões e integra exclusivamente a fundamentação da teoria, e não suas finalidades e características apresentadas acima.

## Fundamento
Cabe destacar, aqui, a relação entre a lei positiva e a lei natural. O argumento clássico para esta relação está presente em Tomás de Aquino e dirá que as duas leis se ligam por uma conexão racional[carece de fontes]. Se usássemos a lei que caracteriza o homicídio como crime, a conexão seria de fácil visualização: a vida humana é um bem; portanto, a lei positiva corrobora e afirma este bem.
Uma segunda consideração importante é a que diz respeito à pergunta controversa "por que o Direito Positivo se subordina ao Direito Natural?" Não se trata de uma derivação lógica entre um e outro, tampouco de uma razão divina ou natural que confira autoridade ao direito natural [carece de fontes]. Além disso, não se pode falar que o Direito Natural é um Direito coercivo , porque só parte de uma moralidade. O direito positivo se subordina ao direito natural por duas razões principais: pela necessidade [quem necessita] de compelir e forçar as pessoas egoístas [quem define] a agir de modo razoável e bom, e por buscar um padrão futuro de ordem social. Atentando para o fato de que ambos os argumentos derivam da razão prática.[carece de fontes]
Segundo Paulo Nader, os direitos naturais são princípios fundamentais de proteção ao homem, que, forçosamente, deverão ser consagrados pela legislação, a fim de que se tenha um ordenamento jurídico substancialmente justo. Não é escrito, não é criado pela sociedade, nem é formulado pelo Estado; é um direito espontâneo, que se origina da própria natureza social do homem e que é revelado pela conjugação da experiência e razão. É constituído por um conjunto de princípios, e não de regras, de caráter universal, eterno e imutável.

## História
Apesar de existir uma história das teorias, opiniões e doutrinas que afirmam a existência de princípios do direito natural, estes princípios, por si só, não possuem uma história. Há de se falar numa história das origens e das sucessões do direito natural e suas divergências. No entanto, os princípios do direito natural valem e existem independentemente do seu uso ou do seu esquecimento, assim como os princípios matemáticos.

### Aristóteles
A filosofia grega enfatizava a distinção entre "natureza" (φúσις physis), de um lado, e "direito", "costume" ou "convenção" (νóμος nomos), de outro. O conteúdo da lei variava de acordo com o lugar, mas o que era "natural" deveria ser o mesmo em qualquer lugar. Um "direito da natureza", portanto, poderia parecer um paradoxo para os gregos. Contra esse paradoxo, Sócrates e seus herdeiros filosóficos, Platão e Aristóteles, postularam a existência de uma justiça natural ou um direito natural (δικαιον φυσικον, dikaion physikon; ius naturale, em latim). Destes, Aristóteles costuma ser apontado como o pai do direito natural.
A associação de Aristóteles com o direito natural é devida, em grande medida, à interpretação que foi dada à sua obra por Tomás de Aquino. A influência de Aquino foi grande em algumas das primeiras traduções de trechos da Ética a Nicômaco, embora as traduções mais recentes dessa obra sejam mais literais. Aristóteles afirma que a justiça natural é uma espécie de justiça política, isto é, o esquema de justiça distributiva e corretiva que seria estabelecido pela melhor comunidade política; se isto viesse a tomar a forma de lei, poderia chamar-se direito natural, embora Aristóteles não discuta esse aspecto e sugira, em A Política, que o melhor regime talvez não governe com base na lei.
A melhor indicação de que Aristóteles pensava existir um direito natural vem da Retórica, na qual ele afirma que, ademais das leis "particulares" que cada povo tem que estabelecer para si próprio, há uma lei "comum" conforme à natureza. O contexto dessa passagem, entretanto, sugere apenas que Aristóteles aconselhava que poderia ser retoricamente vantajoso recorrer a este tipo de lei, em especial quando a lei "particular" da cidade fosse contrária ao argumento a ser defendido, e não que tal lei de fato existisse. Em suma, a paternidade teórica do direito natural, atribuída a Aristóteles, é controversa. A seguinte frase de Aristóteles representa o ponto principal do jusnaturalismo: "assim como fogo que queima em todas as partes, o homem é natural como a natureza e, por isso, todos têm direito à defesa".

### Os Estoicos
A transformação do conceito de justiça natural no de direito natural costuma ser atribuída aos Estoicos. Se a lei "comum" a que Aristóteles sugeria recorrer era, claramente, natural, por oposição a ser o resultado de uma legislação divina, o direito natural estoico era indiferente à fonte - natural ou divina - do direito: os Estoicos afirmavam a existência de uma ordem racional e propositada para o universo (um direito eterno ou divino), e o meio pelo qual um indivíduo racional vivia em conformidade com esta ordem era o direito natural, que induzia ações em consonância com a virtude. Estas teorias tornaram-se altamente influentes entre os juristas romanos e, portanto, desempenharam um papel central no futuro da teoria do direito.

### Cristianismo
O apóstolo Paulo de Tarso escreveu, em sua Epístola aos Romanos, 2:14-15:
"Os pagãos, que não têm a lei, fazendo naturalmente as coisas que são da lei, embora não tenham a lei, a si mesmos servem de lei; eles mostram que o objeto da lei está gravado nos seus corações, dando-lhes testemunho a sua consciência, bem como os seus raciocínios, com os quais se acusam ou se escusam mutuamente."
O historiador e intelectual A.J. Carlyle comentou sobre essa passagem da seguinte forma:
"Não pode haver dúvida de que as palavras de São Paulo implicam uma concepção análoga à "lei natural" de Cícero, uma lei escrita no coração dos homens, reconhecida pela razão do homem, um direito distinto do direito positivo de qualquer Estado, ou o que São Paulo reconhece que é a lei revelada de Deus. É neste sentido que as palavras de São Paulo são tomadas pelos Padres dos séculos IV e V, como Santo Hilário de Poitiers, Santo Ambrósio e Santo Agostinho, e parece não haver razões para duvidar da veracidade de sua interpretação."
Alguns primitivos Padres da Igreja, em especial os do Ocidente, procuraram interpretar a lei natural de uma perspectiva cristã, sendo o maior expoente desse esforço Agostinho de Hipona, que igualava o direito natural ao estado do homem antes da Queda; com esta, não lhe era mais possível seguir uma vida conforme à natureza, e os homens precisariam, então, procurar a salvação por meio da lei divina e da graça. No século XII, Graciano inverteu o argumento, igualando os direitos natural e divino. Tomás de Aquino restaurou o direito natural ao seu estado independente, afirmando que, na qualidade de perfeição da razão humana, o direito natural poderia aproximar-se, mas não compreender totalmente, o direito eterno, que precisaria, assim, complementá-lo.
Todas as leis humanas deveriam, pois, ser medidas pela sua conformidade com o direito natural. Uma lei injusta não seria, portanto, lei. Naquela altura, o direito natural era usado não apenas para avaliar a validade moral de diversas leis, mas também para determinar o que as leis queriam dizer.
O direito natural era, intrinsecamente, deontológico pelo fato de, apesar de ter, como alvo, a bondade, estar completamente focalizado no caráter ético das ações, em vez de enfocar as consequências. O conteúdo específico do direito natural era, portanto, determinado por uma concepção do que constituísse felicidade, fosse ela uma satisfação temporal, fosse a salvação. O Estado, vinculado pelo direito natural, era concebido como uma instituição cujo propósito era levar os seus súditos à verdadeira felicidade. No século XVI, a Escola de Salamanca (Francisco Suárez, Francisco de Vitória e outros) desenvolveu ainda mais a filosofia do direito natural. Após o cisma anglicano, o teólogo inglês Richard Hooker adaptou as noções tomistas do direito natural ao anglicanismo.
O direito natural é tema recorrente na obra do escritor cristão Fiódor Dostoiévski. Em Crime e Castigo, por exemplo, a sanção de direito positivo é aceita por Raskólnikov para aliviar o grande castigo que sofreu ao descumprir uma norma de direito natural.
Bento XVI, papa até 2013, na sua "Mensagem para a Jornada Mundial da Paz" do ano de 2007, afirma:
"A Declaração Universal dos Direitos Humanos é vista como uma espécie de compromisso moral assumido por toda a humanidade. Isto encerra uma verdade profunda, sobretudo se os direitos humanos descritos na Declaração são considerados como detentores de fundamento não simplesmente na decisão da assembleia que os aprovou, mas na mesma natureza do homem e na sua inalienável dignidade de pessoa criada por Deus."
No mesmo ano, em discurso aos membros da Comissão Teológica Internacional:
"Hoje, em não poucos pensadores, parece predominar uma concepção positivista do direito. Segundo eles, a humanidade ou a sociedade, ou de facto a maioria dos cidadãos, torna-se a fonte derradeira da lei civil. O problema que se apresenta não é, portanto, a busca do bem, mas a do poder ou, ao contrário, o equilíbrio dos poderes. Na raiz desta tendência, está o relativismo ético, em que alguns chegam a ver uma das principais condições da democracia, porque o relativismo garantiria a tolerância e o respeito recíproco das pessoas. Mas, se fosse assim, a maioria de um momento tornar-se-ia a fonte última do direito. A história demonstra, com grande clareza, que as maiorias podem errar."

### Hobbes
Na altura do século XVII, a visão teológica medieval já sofria críticas severas. Thomas Hobbes criou uma teoria contratualista do positivismo jurídico, baseando-a em algo com o que todos os indivíduos concordam: o que eles buscam (a felicidade) pode ser um tema polêmico, mas o que eles temem (a morte violenta nas mãos de outrem) pode ser objeto de um amplo consenso. O direito natural seria, então, a forma pela qual um ser humano racional agiria, procurando sobreviver e prosperar. O direito natural seria, assim, descoberto ao considerar-se os direitos naturais da humanidade, enquanto que, no período anterior, pode-se dizer que os direitos naturais eram descobertos ao considerar-se o direito natural. Na opinião de Hobbes, a única maneira de o direito natural prevalecer seria por meio da submissão de todos às ordens do soberano. Tendo em vista que a fonte última da lei agora advém do soberano, e as decisões deste não precisam basear-se na moralidade, surge, então, o conceito do positivismo jurídico, que as contribuições posteriores de Jeremy Bentham viriam a desenvolver. Dessa forma, evitar-se-iam os conflitos entre os indivíduos.
Segundo os tratados Leviatã e De Cive, de Hobbes, o direito natural seria "um preceito ou regra geral, descoberto pela razão, pelo qual a um homem é proibido de fazer aquilo que é ruinoso para com a sua vida, que lhe retira os meios de preservá-la ou que omite aquilo que ele pensa que pode melhor preservá-la" (tradução livre do inglês). Thomas Hobbes concebe o direito natural como "a liberdade que cada homem tem de usar livremente o próprio poder para a conservação da vida e, portanto, para fazer tudo aquilo que o juízo e a razão considerem como os meios idôneos para a consecução desse fim". O direito natural nasce a partir do momento que surge o Homem. Mas Hobbes considerava que esse direito natural só levaria à guerra de todos contra todos e à destruição mútua, sendo necessária a criação de um direito positivo ou um contrato social, que poderia ser garantido através de um poder centralizado que estabeleceria regras de convívio e pacificação. Esse é um momento importante de crítica ao Direito Natural, que, a partir daí, será sistematicamente realizada pelos adeptos do positivismo jurídico

### Liberalismo
O direito natural liberal desenvolveu-se a partir das teorias medievais do direito natural e da revisão empreendida por Hobbes acerca do tema.
Hugo Grócio baseou sua filosofia do direito internacional no direito natural, ao qual recorreu diretamente em suas obras sobre a liberdade dos mares e a teoria da guerra justa. Escreveu que "mesmo a vontade de um ser onipotente não pode alterar ou revogar" o direito natural, que "manteria sua validade objetiva mesmo se presumíssemos o impossível, que não há Deus ou que Ele não se importa com os assuntos humanos" (De Iure Belli ac Pacis, Prolegomeni, XI, traduções livres do original inglês). Este famoso argumento, conhecido como etiamsi daremus (non esse Deum), tornou o direito natural independente da teologia.
John Locke incorporou o direito natural a muitas de suas teorias e à sua filosofia, especialmente nos Dois Tratados sobre o Governo. Discute-se se seu conceito de direito natural alinhar-se-ia mais ao de Tomás de Aquino ou à reinterpretação de Hobbes, embora se costume dizer que Locke procedeu a uma revisão de Hobbes com base no contratualismo hobbesiano. Locke inverteu o argumento de Hobbes, ao dizer que, se o governante contrariasse o direito natural e deixasse de proteger "a vida, a liberdade e a propriedade", as pessoas teriam justificativa para derrubar o regime.
Se Locke falava a linguagem do direito natural, preferida dos pensadores liberais posteriores, o conteúdo dessa linguagem procurava, em grande medida, proteger os direitos individuais. Thomas Jefferson, fazendo eco a Locke, menciona "direitos inalienáveis" na Declaração de Independência dos Estados Unidos: "Consideramos estas verdades como evidentes, que todos os homens são criados iguais, que seu Criador lhes concede certos direitos inalienáveis, que entre estes estão a Vida, a Liberdade e a busca da Felicidade" (tradução livre do original inglês).

### Nova Escola de Direito Natural
Expressão originalmente empregada por Carlos I. Massini Correas (La Ley Natural y su Interpretación Contemporánea) para designar o novo jusnaturalismo desenvolvido por John Finnis, Robert P. George, Joseph Boyle e outros, a partir do artigo O Primeiro Princípio da Razão Prática (1965), de Germain Grisez. Tal jusnaturalismo busca, fundando-se nas inclinações racionais do homem, identificar bens humanos básicos não morais. Posteriormente, busca investigar exigências da razão prática, as quais irão imprimir conteúdo moral nas ações e compromissos humanos em razão daqueles valores básicos. Com esta redescoberta da razoabilidade prática, John Finnis, especialmente, deu um novo fôlego às teorias de direito natural contemporâneas, apresentando argumentos razoáveis para rebater e desmistificar as falsas imagens propaladas pelo juspositivismo novecentista. Provavelmente, é a teoria jusnaturalista mais conceituada e consolidada nos dias atuais, visto preencher os requisitos de objetividade, universalidade e inteligibilidade das premissas adotadas.

## Defensores da teoria do direito natural
- Aristóteles,Platão, Heráclito e os mestres do estoicismo (Grécia Antiga)
- Adam Friedrich von Glafey
- Christian Thomasius
- Cícero
- Eric Voegelin
- Francis Hutcheson
- Francisco de Vitoria, Dominico de Soto e a Escola de Salamanca
- Francisco Suárez
- Franz von Zeiller
- Frédéric Bastiat
- Gottfried Achenwall
- Gottfried Leibniz
- Gottlieb Hufeland (Jena)
- Gustav Radbruch (após 1945)
- Hans-Hermann Hoppe
- Hugo Grotius
- Immanuel Kant (Direito racional)
- Jacques Maritain
- Jean Barbeyrac
- Jean-Jacques Burlamaqui
- Johann Christoph Hoffbauer
- Johannes Messner
- John Adams
- John Finnis
- John Henry Newman
- John Locke
- José Pedro Galvão de Sousa
- Karl Anton von Martini
- Leo Strauss
- Ludwig Julius Friedrich Höpfner
- Michel Villey
- Murray Rothbard
- Oliver O'Donovan
- Richard Hooker
- Robert Nozick
- Robert P. George
- Roderick Long
- Samuel von Pufendorf
- Santo Agostinho
- Thomas Jefferson
- Santo Tomás de Aquino

## Críticos da teoria do direito natural
- Gustav Radbruch (antes de 1945)
- Hans Kelsen
- Ernst Topitsch
- Karl Barth
- H.L.A. Hart
- Alf Ross
- Norbert Hoerster